# Снижне
Снижне (укр. Сніжне) је град у Украјини, у Доњецкој области.

## Становништво
Према процени, у граду је 2012. живело 49.095 становника.
| 1979.  | 1989.  | 2001.  | 2012.  |
| ------ | ------ | ------ | ------ |
| 65.767 | 68.857 | 58.496 | 49.095 |